# Euhesma fasciatella
Euhesma fasciatella is een vliesvleugelig insect uit de familie Colletidae. De wetenschappelijke naam van de soort is voor het eerst geldig gepubliceerd in 1907 door Cockerell.